# Лінь Юнцін
Лінь Юнцін (24 грудня 1992) — китайський плавець. Учасник літніх Олімпійських ігор 2016, де в естафеті 4x100 метрів вільним стилем його збірну дискваліфікували в попередніх запливах.